# لي بارنز
لي بارنز (بالإنجليزية: Lee Barnes)‏ هو منافس ألعاب قوى أمريكي، ولد في 16 يوليو 1906 في سولت ليك في الولايات المتحدة، وتوفي في 28 ديسمبر 1970 في أوكسنارد في الولايات المتحدة.

## وصلات خارجية
- لي بارنز على موقع أوليمبيديا (الإنجليزية)